# Srédniye Chuburki
Sredniye Chuburki (del ruso: Средние Чубурки) es un jútor del raión de Kushchóvskaya del krai de Krasnodar, en Rusia. Está situado en las llanuras de Kubán-Priazov, a orillas del Srednaya Chuburka, subafluente del río Mókraya Chuburka a través del Chuburka, 27 km al norte de Kushchóvskaya y 193 km al norte de Krasnodar, la capital del krai. Tenía 2 294 habitantes en 2010
Es cabeza del municipio Srednechuburkskoye, al que pertenecen asimismo Vodianski, Isayevski, Krasni, Maiski, Novovysochenski, Novostepnianski, Novi Urozhai, Taurup Pervi, Taurup Vtorói y Tavricheskoye .